# Alojzy Feliński

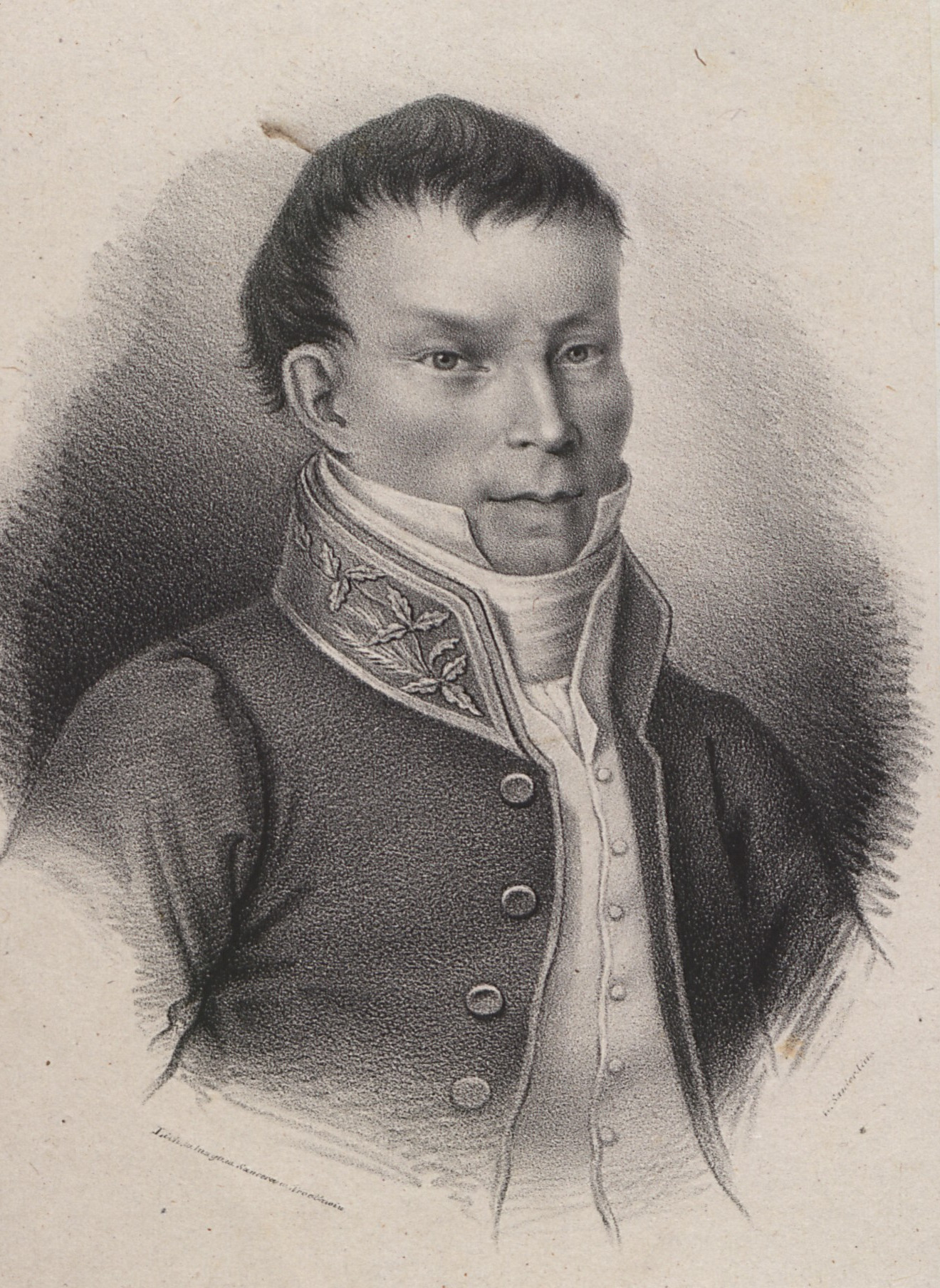
Alojzy Feliński

Alojzy Feliński (* 1771 in Łuck; † 23. Februar 1820 in Krzemieniec) war ein polnischer Schriftsteller.
Feliński wurde von den Piaristen in Dąbrownica und Włodzimierz erzogen. Er ging 1788 nach Lublin, wo er in Kontakt mit Kajetan Koźmian war, und wurde 1789 Mitglied des Vierjährigen Sejms in Warschau. Hier lernte er zahlreiche zeitgenössische Schriftsteller aus dem Kreis um Jacek Małachowski kennen.
Während des Kościuszko-Aufstandes war er Tadeusz Kościuszkos Sekretär für französische Korrespondenz und Kommissar in der Region Wołyń. Nach der Niederlage des Aufstandes kehrte er in seine Heimatstadt zurück und widmete sich der Verwaltung seines Erbes. 1809 wurde er Mitglied der Gesellschaft der Freunde der Wissenschaft. Ab 1815 lebte er erneut in Warschau. Hier entstand als sein bedeutendstes Werk die klassizistische Tragödie Barbara Radziwiłłówna , die 1817 uraufgeführt wurde. Zu einiger Bekanntheit brachte es auch seine Hymn zu Ehren des Zaren Alexander I, die 1816 in der Gazeta Warszawska erschien. Sie wurde bei religiösen und patriotischen Feiern gesungen und in verschiedenen Textversionen weiter verbreitet schließlich als Boże, coś Polskę die heimliche Nationalhymne der Polen. 1818 ging Feliński als Professor am Lyzeum nach Krzemieniec. Im Folgejahr wurde er als Ehrenmitglied der Universität Wilna ausgezeichnet.
Die Schriftstellerin Ewa Felińska war eine Schwägerin Felińskis.

## Quelle
- Wirtualna Biblioteka Literatury Polskiej - Alojzy Feliński

| Personendaten    | Personendaten             |
| ---------------- | ------------------------- |
| NAME             | Feliński, Alojzy          |
| KURZBESCHREIBUNG | polnischer Schriftsteller |
| GEBURTSDATUM     | 1771                      |
| GEBURTSORT       | Łuck                      |
| STERBEDATUM      | 23. Februar 1820          |
| STERBEORT        | Krzemieniec               |